# Arichanna subalbida
Arichanna subalbida là một loài bướm đêm trong họ Geometridae.